# Paler (Patriziergeschlecht)

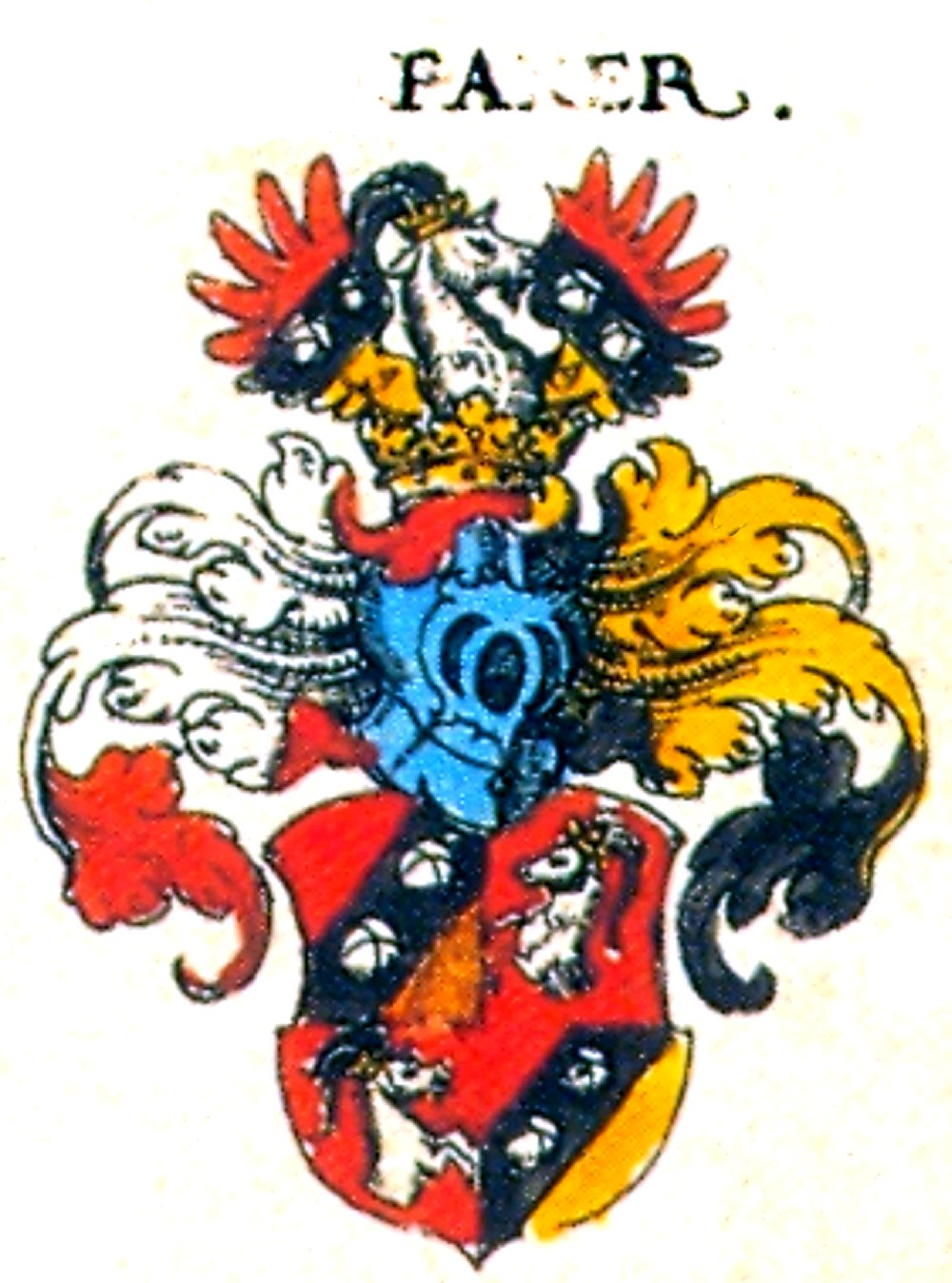
Wappen der Paler in Siebmachers Wappenbuch

Paler, auch Paller, war der Name einer protestantischen Kaufmannsfamilie aus Augsburg die mit Geld- und Metallhandel reich wurde und 1679 erloschen ist. 1581 erhielt die Familie den Reichsritterstand und 1632 das Augsburger Patriziat.

## Geschichte
Der kaiserliche Kammerdiener Matthias Paler († 1506) aus Wien ließ sich Anfang des 16. Jahrhunderts in Augsburg nieder. Am 1. Juni 1496 verlieh ihm Kaiser Maximilian I. dort einen Wappenbrief. Von seinen Söhnen kam der Kaufmann Wolfgang von Paler der Ältere (1504–1582) durch den Geld-, sowie Kupfer- und Zinnhandel zu großem Reichtum. 1550 belehnte man ihm mit einem Hof in Hammel, auf dem er ein neues Schloss erbauen ließ. Er erlangte darauf für seinen Ansitz den Burgfrieden und die niedere Gerichtsbarkeit. 1567 wurde ihm die Produktion der Tiroler Bergwerke Kundl und Brixlegg übertragen. 1569 pachtete er mit weiteren Augsburger Kaufleuten das Bergwerk Neusohl in Ungarn. 1555 in den Rat aufgestiegen erhob ihn Kaiser Rudolf II. am 25. Juli 1581 in Prag in den erblichen Reichsritterstand. Dessen Sohn Wolfgang von Paler der Jüngere (1545–1622) stieg durch seine Ehe mit Rosina Welser in die höhere Gesellschaft auf und wurde Mitglied der Herrenstube. Nach dem Tod seines Vaters übernahm er auch die Leitung der Paler´schen Handelsgesellschaft. 1606 bekleidete er in Augsburg das Amt des Baumeisters. Sein Epitaph befindet sich in der Pfarrkirche St. Anna in Augsburg. Die Paler zählten zu den protestantischen Geschlechtern der Reichsstadt. Erst während der schwedischen Besatzungszeit wurde auf Druck des schwedischen Königs Gustav II. Adolf Leonhart von Paler († 1637) 1632 in den Augsburger Geschlechterstand aufgenommen. Die Familie ist mit des letzteren Sohn Wolfgang Leonhart von Paler († 1679), der kinderlos starb, im Mannesstamm erloschen.

## Besitzungen

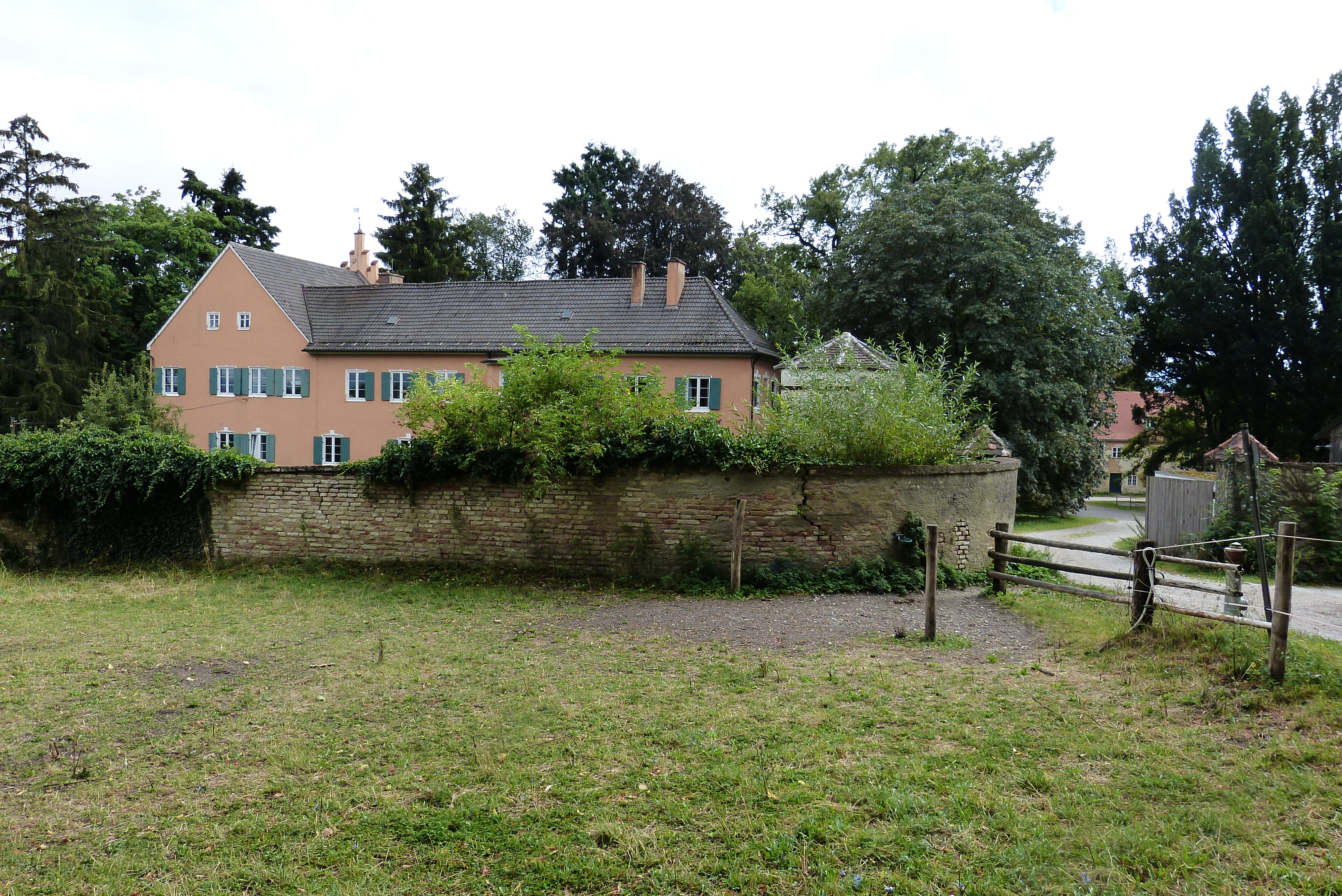
Schloss Hammel

Der Familie gehörten in der Umgebung von Augsburg zeitweise vereinzelte Güter in Hainhofen, Hammel, Itzlishofen, Kriegshaber, Ottmarshausen und Villenbach. 

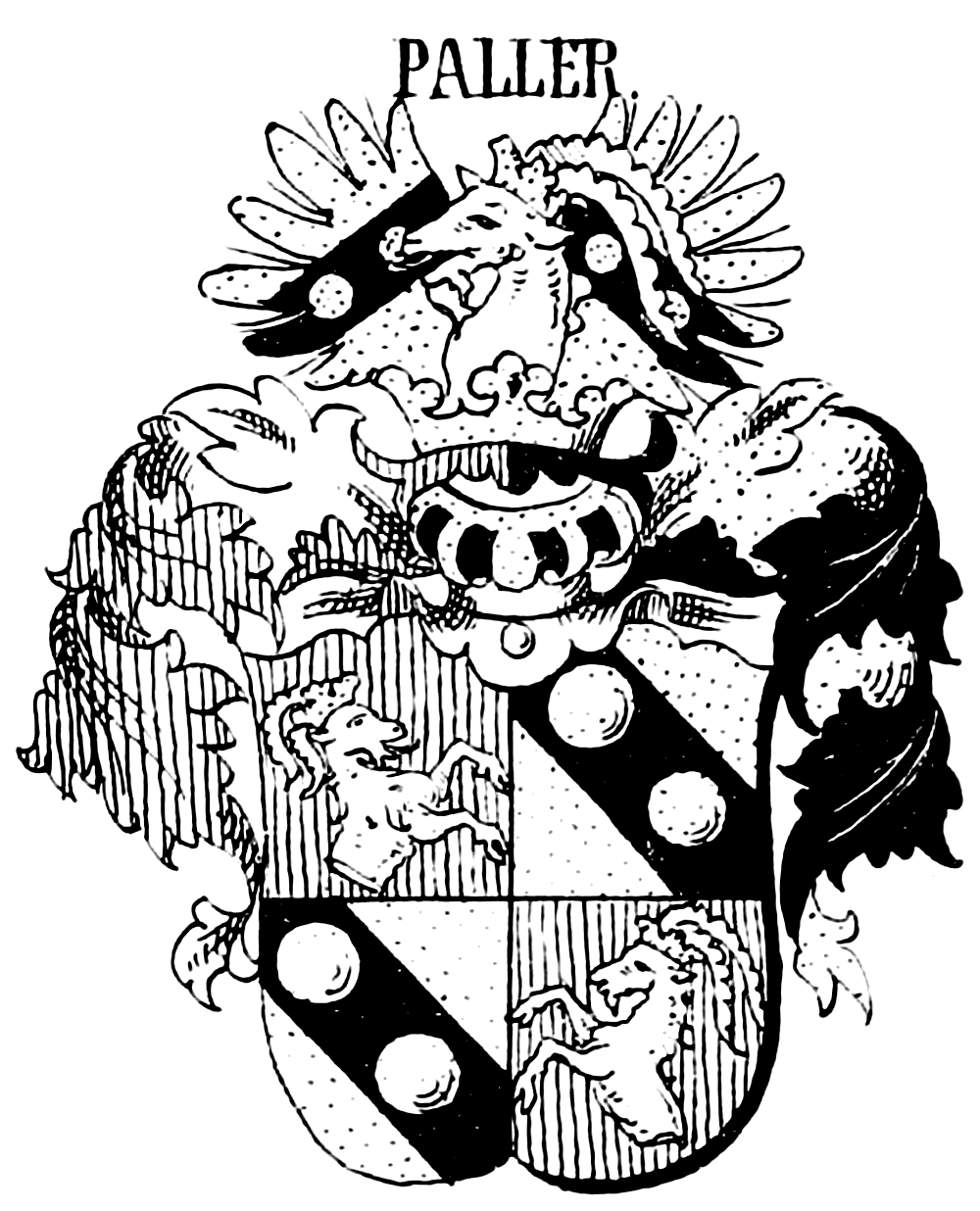
Wappen derer von Paller in Siebmachers Wappenbuch, 1884

## Wappen
„Wappen: quadriert; in Feld 1. und 4. in Rot ein gekrönter oberhalber Steinbock. in Feld 2. und 3. In Gold ein schwarzer Schrägrechtsbalken mit zwei goldenen Ballen. Helm: Der silberne Steinbock wachsend, zwischen zwei goldenen Flügeln mit Schräglinks- resp. Schrägrechtsbalken, darin zwei goldene Ballen. Helmdecken: Rot, Silber - Schwarz, Gold.“

## Genealogie
1. Matthias Paler († 1506), ⚭ Anna Funk
  1. Wolfgang von Paler (1504–1582), ⚭ Magdalena Wagner 
    1. Wolfgang von Paler (1545–1622), ⚭ 1.) 1583 Rosina Weiss, ⚭ 2.) Rosina Welser
      1. Rosina von Paler († 1649), ⚭ 1601 Hieronymus Rehlinger
      2. Leonhart von Paler († 1637), ⚭ 1598 Rosina von Stetten
        1. Wolf Leonhart von Paler († 1679), ⚭ 1.) 1651 Susanna Hörmann, ⚭ 2.) 1672 Juliana Jakobina Zeschlin
        2. Rosina von Paler († 1675), ⚭ 1621 Wolfgang Leonhard Sulzer

      3. Magdalena Paler († 1628), ⚭ 1602 Marx Conrad von Rehlingen

    2. Matthäus von Paler († 1583), ⚭ 1.) 1572 Katharina Imhoff, ⚭ 2.) 1578 Elisabeth Rembold
    3. Anna Paler, ⚭ 1556 Joachim Jenisch
    4. Magdalena Paler († 1563), ⚭ 1563 David Sulzer
    5. Susanna Paler († 1599), ⚭ 1570 David Hörmann
    6. Maria Paler, ⚭ 1575 Hans Friedrich Welser
    7. David Paler, ⚭ Katharina Hirsch